# Филдон (Илиноис)
Филдон (енгл. Fieldon) град је у америчкој савезној држави Илиноис.

## Демографија
По попису из 2010. године број становника је 239, што је 32 (-11,8%) становника мање него 2000. године.
| Група             | 2000.       | 2010.       |
| Белци             | 268 (98,9%) | 237 (99,2%) |
| Афроамериканци    | 0 (0,0%)    | 0 (0,0%)    |
| Азијати           | 0 (0,0%)    | 0 (0,0%)    |
| Хиспаноамериканци | 3 (1,1%)    | 0 (0,0%)    |
| Укупно            | 271         | 239         |